# Servette Football Club Genève 1890 2003-2004
Questa voce raccoglie le informazioni riguardanti il Servette Football Club Genève 1890 nelle competizioni ufficiali della stagione 2003-2004.

## Stagione
Nella stagione 2003-2004 il Servette, allenato da Marco Schällibaum, concluse il campionato di Super League al 3º posto.

## Rosa
| N. |                                 | Ruolo | Calciatore         |
| -- | ------------------------------- | ----- | ------------------ |
| 1  | Svizzera (bandiera)             | P     | Anthony Favre      |
| 2  | Svizzera (bandiera)             | D     | Philippe Cravero   |
| 3  | Svizzera (bandiera)             | C     | Sébastien Fournier |
| 5  | Armenia (bandiera)              | D     | Harutyun Vardanyan |
| 6  | Svizzera (bandiera)             | C     | Oscar Londono      |
| 7  | Guinea (bandiera)               | C     | Thierno Bah        |
| 8  | Svizzera (bandiera)             | C     | Massimo Lombardo   |
| 9  | Togo (bandiera)                 | A     | Mohamed Touré      |
| 10 | Serbia e Montenegro (bandiera)  | C     | Goran Obradović    |
| 11 | Svizzera (bandiera)             | A     | Nicolas Weber      |
| 12 | Bosnia ed Erzegovina (bandiera) | D     | Aleksandar Bratic  |
| 13 | Svizzera (bandiera)             | D     | Yves Miéville      |
| 14 | Svizzera (bandiera)             | A     | Léonard Thurre     |
| 15 | Togo (bandiera)                 | C     | Yao Aziawonou      |

| N. |                                 | Ruolo | Calciatore          |
| -- | ------------------------------- | ----- | ------------------- |
| 16 | Svizzera (bandiera)             | D     | Stéphane Sarni      |
| 17 | Togo (bandiera)                 | A     | Mohamed Kader       |
| 18 | Svizzera (bandiera)             | P     | Sébastien Roth      |
| 19 | Svizzera (bandiera)             | D     | Christophe Jaquet   |
| 20 | Svizzera (bandiera)             | C     | Tibert Pont         |
| 21 | Svizzera (bandiera)             | C     | Paulo Diogo         |
| 22 | Bosnia ed Erzegovina (bandiera) | A     | Slavisa Dugic       |
| 23 | Svizzera (bandiera)             | C     | Alexandre Comisetti |
| 24 | Svizzera (bandiera)             | C     | Fabrizio Zambrella  |
| 25 | Algeria (bandiera)              | C     | Djamel Mesbah       |
| 26 | Svizzera (bandiera)             | A     | Cédric Tsimba       |
| 27 | Francia (bandiera)              | C     | Jérôme Sonnerat     |
| 28 | Svizzera (bandiera)             | D     | Jérémy Pauchard     |
| 66 | Svizzera (bandiera)             | P     | Marco Pascolo       |

## Organigramma societario
Area tecnica
- Allenatore: Marco Schällibaum
- Allenatore in seconda:
- Preparatore dei portieri:
- Preparatori atletici:

## Calciomercato

### Sessione estiva
| Acquisti | Acquisti           | Acquisti   | Acquisti |
| R.       | Nome               | da         | Modalità |
| -------- | ------------------ | ---------- | -------- |
| C        | Yao Aziawonou      | Thun       |          |
| D        | Stéphane Sarni     | Sion       |          |
| D        | Harutyun Vardanyan | Young Boys |          |

| Cessioni | Cessioni               | Cessioni       | Cessioni |
| R.       | Nome                   | a              | Modalità |
| -------- | ---------------------- | -------------- | -------- |
| C        | Fabrizio Bullo         | Lucerna        |          |
| A        | Galvão                 | União São João |          |
| C        | Alain Gaspoz           | Aarau          |          |
| C        | Jean-Claude Lanoizelet | Sambenedettese |          |
| D        | Philippe Senderos      | Arsenal        |          |

### Sessione invernale
| Acquisti | Acquisti | Acquisti | Acquisti |
| R.       | Nome     | da       | Modalità |
| -------- | -------- | -------- | -------- |

| Cessioni | Cessioni | Cessioni | Cessioni |
| R.       | Nome     | a        | Modalità |
| -------- | -------- | -------- | -------- |
| D        | Hilton   | Bastia   |          |

## Risultati

### Super League

#### Prima fase, girone di andata
| Arbitro: | Etter |

|                                       |           |           |
| Aziawonou 15’ Obradović 76’ Diogo 82’ | Marcatori | 23’ Rizzo |

| Arbitro: | Petignat |

|  |           |               |
|  | Marcatori | 41’ Obradović |

| Arbitro: | Leuba |

|                                                                |           |               |
| Bratic 28’ Aziawonou 48’ Kader 57’ Comisetti 70’ Zambrella 73’ | Marcatori | 75’ Miličević |

| Arbitro: | Rogalla |

|            |           |                   |
| Varela 90’ | Marcatori | 46’ (aut.) Walker |

| Arbitro: | Busacca |

|               |           |               |
| Tararache 90’ | Marcatori | 35’ Aziawonou |

| Arbitro: | Laperrière |

|               |           |                                           |
| Zambrella 90’ | Marcatori | 7’ Barnetta 68’ Tachie-Mensah 90’ Merenda |

| Arbitro: | Bertolini |

|                                                                         |           |  |
| Streller 22’ Giménez 29’, 53’ Chipperfield 31’ Yakın 71’ (rig.) Tum 84’ | Marcatori |  |

| Arbitro: | Meier |

|                          |           |                    |
| Kader 12’, 14’, 18’, 45’ | Marcatori | 38’ (rig.) Leandro |

| Arbitro: | Salm |

|                             |           |                                  |
| Griffiths 3’ Wiederkehr 71’ | Marcatori | 6’ Aziawonou 61’ Diogo 74’ Kader |

#### Prima fase, girone di ritorno
| Arbitro: | Nobs |

|                             |           |                          |
| Lustrinelli 14’ Rogério 77’ | Marcatori | 47’ Obradović 90’ Jaquet |

| Arbitro: | Circhetta |

|                                  |           |          |
| Hilton 18’ Bah 66’ Zambrella 83’ | Marcatori | 31’ Muff |

| Arbitro: | Busacca |

|          |           |               |
| Rama 62’ | Marcatori | 55’ Aziawonou |

| Arbitro: | Rogalla |

|                              |           |             |
| Kader 20’, 90’ Aziawonou 50’ | Marcatori | 41’ Vanetta |

| Arbitro: | Brugger |

|                              |           |               |
| Obradović 24’, 36’ Kader 75’ | Marcatori | 68’, 89’ Gane |

| Arbitro: | Salm |

|            |           |  |
| Sutter 69’ | Marcatori |  |

| Arbitro: | Meier |

|           |           |                      |
| Kader 56’ | Marcatori | 31’ Huggel 79’ Rossi |

| Arbitro: | Bertolini |

|                                        |           |  |
| Giallanza 36’ Kehrli 74’ Chapuisat 77’ | Marcatori |  |

| Arbitro: | Leuba |

|               |           |  |
| Zambrella 45’ | Marcatori |  |

#### Seconda fase, girone di andata
| Arbitro: | Etter |

|                              |           |             |
| Kader 51’ Zambrella 70’, 85’ | Marcatori | 90’ Merenda |

| Arbitro: | Wildhaber |

|                       |           |  |
| Di Jorio 9’ Gygax 66’ | Marcatori |  |

| Arbitro: | Drabek |

|                                       |           |                 |
| Thurre 34’ Obradović 83’ Lombardo 89’ | Marcatori | 45’ Lustrinelli |

| Arbitro: | Petignat |

|  |           |           |
|  | Marcatori | 50’ Kader |

| Arbitro: | Rutz |

|            |           |             |
| Thurre 51’ | Marcatori | 19’ Mordeku |

| Arbitro: | Meier |

|                      |           |                          |
| Kader 38’ Thurre 78’ | Marcatori | 5’ Bah 50’ (rig.) M'Futi |

| Arbitro: | Salm |

|                                             |           |                        |
| Sermeter 10’, 65’ Leandro 31’ Chapuisat 49’ | Marcatori | 6’ Kader 65’ Zambrella |

| Arbitro: | Bertolini |

|                                    |           |  |
| Mesbah 37’ Kader 39’ Zambrella 55’ | Marcatori |  |

| Arbitro: | Busacca |

|               |           |                                                   |
| Obradović 58’ | Marcatori | 39’ Giménez 60’ Degen 71’ Atouba 90’ Chipperfield |

#### Seconda fase, girone di ritorno
| Arbitro: | Nobs |

|           |           |  |
| Rossi 56’ | Marcatori |  |

| Arbitro: | Rutz |

|          |           |                                                     |
| Gane 27’ | Marcatori | 43’, 59’ Kader 62’ Lombardo 66’ Obradović 87’ Dugic |

| Arbitro: | Rogalla |

|  |           |                             |
|  | Marcatori | 9’ (aut.) Sarni 72’ Häberli |

| Arbitro: | Circhetta |

|                                                                 |           |               |
| M'Futi 20’, 64’ Forschelet 41’ Bättig 69’ Zambaz 74’ Hassli 90’ | Marcatori | 31’ Zambrella |

| Arbitro: | Leuba |

|  |           |                      |
|  | Marcatori | 31’ Mesbah 90’ Kader |

| Arbitro: | Busacca |

|            |           |           |
| Mesbah 26’ | Marcatori | 45’ Bieli |

| Arbitro: | Etter |

|                                     |           |           |
| Raimondi 1’ Kulaksızoğlu 49’ (rig.) | Marcatori | 62’ Kader |

| Arbitro: | Zimmermann |

|                              |           |                            |
| Thurre 49’ Chihab 89’ (aut.) | Marcatori | 8’ Yasar 60’ Nef 68’ Gygax |

| Arbitro: | Rutz |

|                                |           |  |
| Pavlovic 29’ Tachie-Mensah 57’ | Marcatori |  |

## Statistiche

### Statistiche di squadra
| Competizione | Punti | In casa | In casa | In casa | In casa | In casa | In casa | In trasferta | In trasferta | In trasferta | In trasferta | In trasferta | In trasferta | Totale | Totale | Totale | Totale | Totale | Totale | DR |
| Competizione | Punti | G       | V       | N       | P       | Gf      | Gs      | G            | V            | N            | P            | Gf           | Gs           | G      | V      | N      | P      | Gf     | Gs     | DR |
| ------------ | ----- | ------- | ------- | ------- | ------- | ------- | ------- | ------------ | ------------ | ------------ | ------------ | ------------ | ------------ | ------ | ------ | ------ | ------ | ------ | ------ | -- |
| Super League | 52    | 18      | 10      | 3       | 5       | 40      | 27      | 18           | 5            | 4            | 9            | 21           | 35           | 36     | 15     | 7      | 14     | 61     | 62     | -1 |
| Totale       | 52    | 18      | 10      | 3       | 5       | 40      | 27      | 18           | 5            | 4            | 9            | 21           | 35           | 36     | 15     | 7      | 14     | 61     | 62     | -1 |

### Andamento in campionato
| Giornata  | 1 | 2 | 3 | 4 | 5 | 6 | 7 | 8 | 9 | 10 | 11 | 12 | 13 | 14 | 15 | 16 | 17 | 18 | 19 | 20 | 21 | 22 | 23 | 24 | 25 | 26 | 27 | 28 | 29 | 30 | 31 | 32 | 33 | 34 | 35 | 36 |
| --------- | - | - | - | - | - | - | - | - | - | -- | -- | -- | -- | -- | -- | -- | -- | -- | -- | -- | -- | -- | -- | -- | -- | -- | -- | -- | -- | -- | -- | -- | -- | -- | -- | -- |
| Luogo     | C | T | C | T | T | C | T | C | T | T  | C  | T  | C  | C  | T  | C  | T  | C  | C  | T  | C  | T  | C  | C  | T  | C  | C  | T  | T  | C  | T  | T  | C  | T  | C  | T  |
| Risultato | V | V | V | N | N | P | P | V | V | N  | V  | N  | V  | V  | P  | P  | P  | V  | V  | P  | V  | V  | N  | N  | P  | V  | P  | P  | V  | P  | P  | V  | N  | P  | P  | P  |
| Posizione | 2 | 1 | 1 | 2 | 3 | 3 | 4 | 3 | 3 | 3  | 2  | 2  | 2  | 2  | 3  | 3  | 3  | 3  | 3  | 3  | 3  | 3  | 3  | 3  | 3  | 3  | 3  | 3  | 3  | 3  | 3  | 3  | 3  | 3  | 3  | 3  |

Legenda:

Luogo: C = Casa; T = Trasferta. Risultato: V = Vittoria; N = Pareggio; P = Sconfitta.

### Statistiche dei giocatori
| Y. Aziawonou | 30 | 6  | 5 | 0 |
| T. Bah       | 21 | 1  | 7 | 1 |
| A. Bratic    | 23 | 1  | 3 | 0 |
| A. Comisetti | 22 | 1  | 2 | 0 |
| P. Cravero   | 20 | 0  | 2 | 0 |
| P. Diogo     | 35 | 2  | 5 | 0 |
| S. Dugic     | 10 | 1  | 1 | 0 |
| A. Favre     | 0  | 0  | 0 | 0 |
| S. Fournier  | 0  | 0  | 0 | 0 |
| H. Hilton    | 13 | 1  | 2 | 1 |
| C. Jaquet    | 26 | 1  | 4 | 0 |
| M. Kader     | 35 | 19 | 5 | 0 |
| M. Lombardo  | 33 | 2  | 8 | 0 |
| O. Londono   | 28 | 0  | 4 | 1 |
| D. Mesbah    | 11 | 3  | 3 | 0 |
| Y. Miéville  | 4  | 0  | 0 | 1 |
| G. Obradović | 32 | 8  | 4 | 1 |
| M. Pascolo   | 0  | 0  | 0 | 0 |
| J. Pauchard  | 1  | 0  | 1 | 0 |
| T. Pont      | 3  | 0  | 0 | 0 |
| S. Roth      | 36 | 0  | 3 | 0 |
| S. Sarni     | 13 | 0  | 4 | 0 |
| J. Sonnerat  | 2  | 0  | 0 | 0 |
| L. Thurre    | 25 | 4  | 2 | 0 |
| M. Touré     | 0  | 0  | 0 | 0 |
| C. Tsimba    | 1  | 0  | 0 | 0 |
| H. Vardanyan | 28 | 0  | 9 | 0 |
| N. Weber     | 14 | 0  | 0 | 0 |
| F. Zambrella | 28 | 9  | 7 | 0 |